# Nihon Bijutsuin
Le Nihon Bijutsuin ou Nihon Bijutsu-in  (日本美術院, littéralement « Institut (privé) d'art du Japon ») est une organisation artistique non-gouvernementale japonaise, fondée en 1898 et consacrée au nihonga (style rénovateur de la peinture japonaise traditionnelle, en réaction à son "occidentalisation" entamée sous l'ère Meiji). La deuxième génération d'artistes nihonga a formé en 1914 un nouveau Nihon Bijutsu-in, le Nihon Bijutsu-in tenrankai, en raccourci Inten afin de rivaliser avec le bunten, parrainé par le gouvernement.
L'institut soutiendra l'art nihonga au moyen d'une exposition deux fois par an, au printemps et en automne.

## Histoire
Le Nihon Bijutsu-in est fondé par Okakura Tenshin à l'université des beaux-arts et de musique de Tokyo en 1898, avec un groupe d'artistes dont Hashimoto Gahō, Yokoyama Taikan, Kanzan Shimomura, Hishida Shunsō, Terazaki Kōgyō et d'autres, en réaction aux restrictions stylistique des expositions Bunten, parrainées par le gouvernement. Okakura Tenshin installe le Nihon Bijutsu à Izura, préfecture d'Ibaraki (à présent la ville d'Ibaraki) en 1906. Cependant, Okakura est bientôt engagé par Ernest Fenollosa pour l'aider dans son entreprise visant à introduire les arts chinois et japonais au monde occidental via le musée des beaux-arts de Boston, et bientôt perd tout intérêt dans l'orientation de la nouvelle organisation. À la mort d'Okakura en 1913, le groupe se dissout.
Le Nihon Bijutsu-in est reconstitué un an plus tard en 1914 sous la direction de Yokoyama Taikan, qui le réinstalle à Yanaka, Tokyo. En 1920, des sections séparées sont constituées pour la sculpture japonaise d'un côté et pour la peinture yōga de style occidental de l'autre. Ces sections distinctes sont supprimées en 1960 et de nos jours, l'institut se consacre exclusivement à la peinture nihonga. 
Le Nihon Bijutsu-in doit être distingué de l'Académie japonaise des arts ou de l'Académie d'art japonaise, qui sont des organisations tout à fait différentes.

## Exposition Inten
La fonction la plus importante du Nihon Bijutsuin consiste en l'organisation et la promotion des expositions biennales de beaux-arts appelées inten (院展). L'exposition de printemps se tient au début du mois d'avril, pendant deux mois, au grand magasin Mitsukoshi à Tokyo, suivie d'une tournée de quatre mois dans tout le Japon, dans dix emplacement différents. La taille des œuvres qui peuvent être exposées est limitée à moins de 150 × 75 cm pour les travaux de format rectangulaires et à moins de 106 × 106 cm pour les formats carrés.
L'exposition d'automne a lieu au mois de septembre pendant deux semaines au musée d'art métropolitain de Tokyo, suivie d'une tournée d'un an dans 10 villes différentes du Japon. L'exposition d'automne accepte des œuvres d'un format plus grand, allant jusqu'à 225 × 180 cm comme limites supérieures.